# До смерті красива
«До смерті красива» (англ. Drop Dead Diva) — американський комедійно-драматичний телесеріал, створений Джошем Берманом, з Брук Елліотт у головній ролі. У центрі сюжету перебуває адвокатка, в тіло якої вселяється душа загиблої в автокатастрофі фотомоделі.
Прем'єра шоу «До смерті красива» відбулася на кабельному телеканалі Lifetime 12 липня 2009 — 22 червня 2014 року.
Серіал отримав схвальні відгуки від телевізійних критиків — особливо за гру провідної акторки Брук Елліотт, оригінальну концепцію і м'який баланс між комедією, драмою і мюзиклом. У 2009 і 2011 роках серіал здобував премію ASCAP як найкращий, а також відзначався премією GLAAD за найкращий епізод на ЛГБТ-тему. Виконавиця головної ролі після першого сезону номінувалася на премію «Супутник».
15 січня 2013 року Lifetime закрив серіал після чотирьох сезонів через конфлікт зі студією-виробником — Sony Pictures Television. Проте 1 березня 2013 року сторони дійшли згоди та канал відновив серіал на п'ятий сезон. 13 лютого 2014 року Lifetime оголосив, що серіал завершиться після шостого сезону, який був показаний 23 березня — 22 червня 2014 року.
У 2013 році була знята російсько-українська адаптація серіалу з однойменною назвою, яка була показана на «Новому каналі» та каналі СТС.

## Сюжет
Сюжет телешоу обертається навколо дурненької блондинки, моделі Деб, яка загинула в автокатастрофі. Її душа помилково вселяється в тіло пишнотілої брюнетки Джейн, успішної адвокатки, яка помирає під час хірургічної операції. Джейн опиняється на операційному столі через випадкове вогнепальне поранення, коли в неї помилково стріляє зраджений чоловік коханки боса Джейн.
Після вселення душі Деб у тіло Джейн, життя юристки круто змінюється: раніше вона була досить успішним, але нудним, непримітним адвокатом, тепер Джейн — блискуча правниця, яка чудово орієнтується в моді та психології людських стосунків.

## У ролях

### Головні ролі
| Актор            | Роль                                                          |
| ---------------- | ------------------------------------------------------------- |
| Брук Елліотт     | Джейн Бінгам (з душею Деб Добкінс)                            |
| Маргарет Чо      | Тері Лі, асистентка Джейн                                     |
| Ейпріл Боулбі    | Стейсі Барретт, найкраща подруга Джейн/Деб                    |
| Кейт Леверінг    | Кім Касвелл, колега Джейн                                     |
| Джексон Герст    | Грейсон Кент, найближчий колега Джейн і колишній хлопець Деб  |
| Джош Стемберг    | Джей Паркер, начальник Джейн                                  |
| Лекс Медлін      | Оуен Френч, колишній наречений Джейн, згодом наречений Стейсі |
| Бен Фельдман     | Фред, перший янгол-охоронець Джейн/Деб                        |
| Картер МакІнтайр | Люк Деніелс, другий янгол-охоронець Джейн/Деб                 |
| Джастін Ділі     | Пол, третій янгол-охоронець Джейн/Деб                         |

### Другорядні ролі
| Актор            | Роль                                     |
| ---------------- | ---------------------------------------- |
| Брук Д'Орсей     | Деб Добкінс                              |
| Пола Абдул       | сама себе як суддя Пола Абдул            |
| Розі О'Доннелл   | суддя Меделін Саммерс                    |
| Шерон Лоуренс    | Боббі Добкінс, мати Деб                  |
| Фейт Принс       | Елейн Бінгам, мати Джейн                 |
| Джейн Рей Ньюмен | Ванесса Геммінгс                         |
| Бренді Норвуд    | Еліса Шейн                               |
| Кім Кардаш'ян    | Ніккі ЛеПрі                              |
| Наталі Голл      | Брітні (з душею справжньої Джейн Бінгам) |
| Енні Ілонзе      | Ніколь                                   |
| Джеффрі Пірс     | Ієн Голт                                 |

### Гостьові ролі
Багато відомих акторів та знаменитостей брали участь у шоу як гості. Серед них: Квінтон Аарон, Кендіс Кінг, Дідріх Бадер, Ленс Басс, Аманда Бірс, Корбін Блю, Даніель Кемпбелл, Девід Денман, Патті Дьюк, Робін Гівенс, Елліотт Ґулд, Ненсі Грейс, Кеті Гріффін, Жасмин Гай, Валері Гарпер, Наташа Генстридж, Лайза Міннеллі, Марк Мозес, Мері Маузер, Келлі Осборн, Мелісса Понціо, Джон Ратценбергер, Крістал Рід, Ліенн Раймс, Джоан Ріверз, Сібілл Шеперд,  Джеймі-Лінн Сіглер, Лілі Собескі, Ванда Сайкс, Дженніфер Тіллі, Джина Торрес, Стів Валентайн, Ніа Вардалос, Ділан Волш, Серена Вільямс, Нік Зано, Медді Зіглер.

## Епізоди
| Сезон | Епізоди | Епізоди | Оригінальний показ | Оригінальний показ |
| Сезон | Епізоди | Епізоди | Перший показ       | Останній показ     |
| ----- | ------- | ------- | ------------------ | ------------------ |
| 1     | 13      | 13      | 12 липня 2009      | 11 жовтня 2009     |
| 2     | 13      | 13      | 6 червня 2010      | 29 серпня 2010     |
| 3     | 13      | 13      | 19 червня 2011     | 25 вересня 2011    |
| 4     | 13      | 13      | 3 червня 2012      | 9 вересня 2012     |
| 5     | 13      | 13      | 23 червня 2013     | 3 листопада 2013   |
| 6     | 13      | 13      | 23 березня 2014    | 22 червня 2014     |